# Canohès
Canohès en francés y oficialmente, Cànoes en catalán, es una localidad y comuna, situada en el departamento de los Pirineos Orientales, región de Occitania y comarca histórica del Rosellón en Francia. 
Sus habitantes reciben el gentilicio de Canouhards en francés o Canoard/a, canoenc/a en catalán.

## Geografía

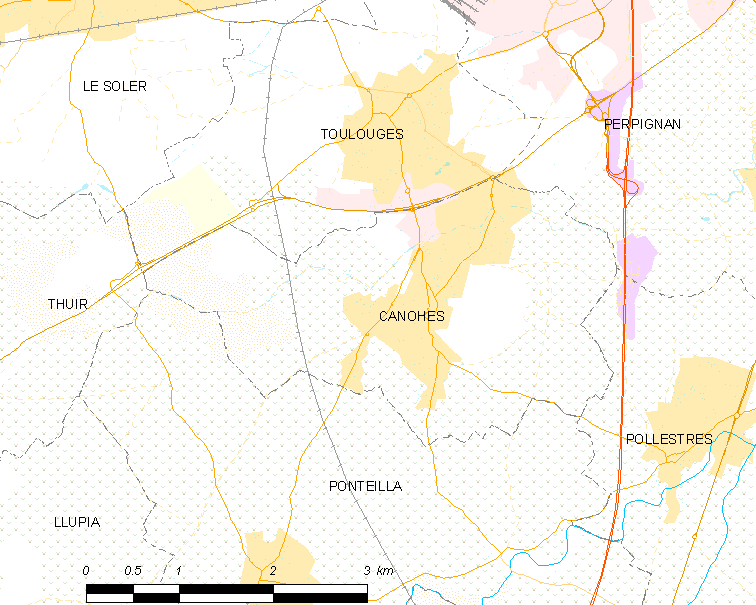
Situación de Canohès

## Demografía
| 1210 | 1512 | 2131 | 2908 | 3568 | 4349 |
| Para los censos de 1962 a 1999 la población legal corresponde a la población sin duplicidades (Fuente: INSEE [Consultar]) |      |      |      |      |      |

## Lugares de interés
- Iglesia parroquial de Saint Cyr (en catalán Sant Quirc) y Sainte Julitte, románica, de una sola nave (siglo XI).

## Personalidades ligadas a la comuna
- Julien Panchot, jefe de partida de maquis en la Segunda Guerra Mundial.